# J. J. Mann
John Stuart "J. J." Mann (East Point, Georgia, 12 de junio de 1991) es un baloncestista estadounidense que pertenece a la plantilla del Okapi Aalstar de la Pro Basketball League. Con 1,98 metros de estatura, juega en la posición de alero.

## Trayectoria deportiva

### Universidad
Jugó durante cuatro temporadas con los Bruins de la Universidad de Belmont, en las que promedió 10,9 puntos, 3,8 rebotes, 2,0 asistencias y 1,5 robos de balón por partido. En su primera temporada fue incluido en el mejor quinteto freshman de la Atlantic Sun Conference, y ya en la última, tras el cambio de conferencia, fue elegido Jugador del Año de la Ohio Valley Conference, e incluido consecuentemente en el mejor quinteto.

### Profesional
Tras no ser elegido en el Draft de la NBA de 2014, firmó en julio su primer contrato profesional con el equipo polaco del Wilki Morskie Szczecin, pero fue cortado sin empezar a competir, fichando al mes siguiente por el Oberwart Gunners de la liga austriaca. Jugó una temporada en la que promedió 13,4 puntos y 4,5 rebotes por partido.
El 14 de agosto de 2015 fichó por el Phoenix Hagen de la Basketball Bundesliga alemana. En su única campaña en el equipo promedió 11,3 puntos y 3,5 rebotes por encuentro.
En junio de 2016 vuelve a cambiar de liga y de país, al firmar contrato con el Belfius Mons-Hainaut de la Pro Basketball League belga. Jugando como titular, disputó una temporada, promediando 11,2 puntos y 5,6 rebotes por partido.
En septiembre de 2017 vuelve a cambiar de aires, al fichar por el equipo kosovar del Sigal Prishtina, donde apenas jugaría dos partidos correspondientes a la calificación de la Champions League. Esa misma temporada fichó por el Team FOG Næstved danés, donde acabó la temporada promediando 11,1 puntos y 4,4 rebotes por encuentro.
Con la temporada 2018-19 ya iniciada, fichó por el Imortal Basket Club de la liga portuguesa.